# Acura Classic 1997
33°54′00.4″ пн. ш. 118°23′24.8″ зх. д. / 33.900111° пн. ш. 118.390222° зх. д.
Acura Classic 1997 — жіночий тенісний турнір, що проходив на відкритих кортах з твердим покриттям Manhattan Country Club у Мангеттен-Біч (США). Належав до турнірів 2-ї категорії в рамках Туру WTA 1997. Тривав з 4 до 10 серпня 1997 року.

## Фінальна частина

### Одиночний розряд
Моніка Селеш —  Ліндсі Девенпорт 5–7, 7–5, 6–4
- Для Селеш це був 1-й титул за рік і 43-й — за кар'єру.

### Парний розряд
Яюк Басукі /  Кароліна Віс —  Лариса Савченко /  Гелена Сукова 7–6, 6–3
- Для Басукі це був 1-й титул за рік і 12-й — за кар'єру. Для Віс це був 1-й титул за рік і 3-й — за кар'єру.